# Earl Bostic
Eugene Earl Bostic (ur. 25 kwietnia 1913 w Tulsie, zm. 28 października 1965 w Rochester) – afroamerykański saksofonista jazzowy, jump bluesowy, prekursor rhythm and bluesa.

John Coltrane: Bostic miał wspaniałe zaplecze techniczne i pokazał mi wiele rzeczy na moim saksofonie.

## Życiorys
Grał na klarnecie w szkole podstawowej, a na saksofonie w drużynie skautowskiej. Jego saksofonowym faworytem był Sidney Bechet. Kiedy w wieku osiemnastu lat opuścił Tulsę, aby wyruszyć w trasę koncertową z zespołem Twelve Clouds of Joy Terrence’a Holdera, był już wirtuozem saksofonu. Kolega z grupy, saksofonista Buddy Tate, wspominał: „Postanowiliśmy przeprowadzić własną próbę umiejętności czytania trudnych ’kwitów’ przez Earla. Tymczasem on, nie chcąc jakiejkolwiek próby, nabił niemożliwie szybkie tempo i już za pierwszym razem zagrał numer z taką swobodą, że tylko on i perkusista dotrwali do końca utworu. Potem już zostawiliśmy go w spokoju".
Na początku lat 20. XX wieku grał w orkiestrach występujących głównie na Środkowym Zachodzie. Ukończył studia w dziedzinie teorii muzyki na Xavier University of Louisiana w Nowym Orleanie. W tym czasie grał także w orkiestrze Fate’a Marable’a na parostatkach pływających po Missisipi.
W 1938 zamieszkał w Nowym Jorku. Pracował z orkiestrami Caba Callowaya, Dona Redmana, Edgara Hayesa i Lionela Hamptona. W 1939 dokonał swoich pierwszych nagrań z formacją Hamptona. Wtedy także objął kierownictwo orkiestry klubu Small's Paradise w Harlemie, którą z przerwami prowadził przez cztery lata. Na początku lat 40. pracował również jako sideman, m.in. uczestniczył w słynnych bebopowych jam sessions w klubie Minton’s Playhouse, grając z Dizzym Gillespiem, Theloniousem Monkiem i Charliem Parkerem (jako jeden z nielicznych saksofonistów nie uległ wpływowi „Birda”). Ponadto w większym stopniu niż dotychczas zaczął zajmować się komponowaniem i aranżowaniem utworów. Dla orkiestry Gene’a Krupy napisał piosenkę Let Me Off Uptown, która w 1941 stała się przebojem. Zaśpiewała ją Anita O’Day, a efektowne solo na trąbce zagrał Roy Eldridge. Jego utwory Brooklyn Bridge i The Major and the Minor z powodzeniem wykonywały orkiestry Louisa Primy i Alvino Reya.
W 1945 założył i prowadził własny, duży zespół, który po roku zmniejszył do septetu. Zaczął też regularnie nagrywać jako lider. W lecie 1948 utwór Temptation stał się jego pierwszym dużym przebojem, trafiając do pierwszej dziesiątki utworów R&B na liście tygodnika „Billboard”. Wkrótce podpisał kontrakt z wytwórnią płytową King, wydawcą większości jego największych przebojów, nieustannie odtwarzanych całym kraju w szafach grających. Głównie ukazywały się na tzw. czwórkach. Wykonywane przez niego utwory cechował zazwyczaj mocny, ciężki, rhythmandbluesowy beat oraz altowe brzmienie saksofonu, które mogło być łagodne i romantyczne, lub agresywne i bluesowe. Ponadto charakterystyczne dla jego gry było częste wykorzystywanie techniki growlingu, dzięki któremu uzyskiwał chrapliwe brzmienie saksofonu.
W 1951 z utworem Flamingo znalazł się na pierwszym miejscu rhythmandbluesowej listy przebojów „Billboardu”. Trafiły na nią także interpretowane przez niego kompozycje Sleep, You Go to My Head i standard Cherokee. W jego zespołach, które zwłaszcza dla młodych muzyków były przedsionkiem do dużych karier, występowali tacy muzycy jak saksofoniści John Coltrane, który otwarcie mówił o wpływie, jaki wywarł na niego Bostic, Benny Carter, Benny Golson i Stanley Turrentine, trębacz Blue Mitchell oraz pianista Jaki Byard.
Ok. 1957 doznał udaru, którego skutki na dwa lata uniemożliwiły mu pracę. Do występów wrócił w 1959, ale w studiach nagraniowych pojawiał się rzadziej. Jego nagrania z lat 60. utrzymane były w stylistyce soulowo-jazzowej, różniąc się od poprzednich z okresu wczesnego rhythm and bluesa.
28 października 1965 podczas tournée doznał śmiertelnego zawału serca w trakcie koncertu w hotelu w Rochester. Miał 52 lata. 2 listopada 1965 został pochowany na cmentarzu Inglewood Park w kalifornijskiej miejscowości Inglewood.

## Dyskografia
- 1953
  - Earl Bostic His Alto Sax and His Orchestra (Vogue)
  - Earl Bostic And His Alto Sax, Vol. 1 (King)
  - Earl Bostic and His Alto Sax, Vol. 2 (King)
  - Earl Bostic and His Alto Sax, Vol. 3 (King)
- 1954 Earl Bostic and His Alto Sax (Parlophone)
- 1957
  - Dance Time – Earl Bostic and His Alto Sax (King)
  - Let's Dance with Earl Bostic (King)
- 1958 Alto Magic In Hi-Fi – A Dance Party with Bostic (King)
- 1959 Dance Music from the Bostic Workshop (King)
- 1963 Jazz As I Feel It (King)
- 1964 A New Sound by Earl Bostic (King)
- 2020 Earl Bostic – His Finest Albums – Eight Classic LPs on 4 CDs (Enlightenment Series)

Zestawienie wg dat wydania płyt